# Omoro (district)
Omoro is een district in het noorden van Oeganda. Het district telde in 2014 160.732 inwoners en in 2020 naar schatting 196.400 op een oppervlakte van 2.986 km². Hoofdstad van het district is de stad Palenga. Andere steden in het district zijn Omoro en Acet. Van de bevolking woont 88% op het platteland.
Het district werd opgericht in 2015 door afsplitsing van het district Gulu. Het grenst aan de districten Gulu, Pader, Oyam en Nwoya.